# Castroverde de Cerrato (kommunhuvudort)
Castroverde de Cerrato är en kommunhuvudort i Spanien.   Den ligger i provinsen Provincia de Valladolid och regionen Kastilien och Leon, i den centrala delen av landet, 150 km norr om huvudstaden Madrid. Castroverde de Cerrato ligger 783 meter över havet och antalet invånare är 268.
Terrängen runt Castroverde de Cerrato är huvudsakligen platt. Castroverde de Cerrato ligger nere i en dal. Runt Castroverde de Cerrato är det mycket glesbefolkat, med 5 invånare per kvadratkilometer. Närmaste större samhälle är Peñafiel, 19,3 km sydost om Castroverde de Cerrato. Trakten runt Castroverde de Cerrato består till största delen av jordbruksmark.